# James V. Hart
James V. Hart, detto Jim (Fort Worth, 1947), è uno sceneggiatore, scrittore e produttore cinematografico statunitense.

## Biografia
Figlio del Dr. William Hart Sr. e di Kate Hart, ha due sorelle, Jill e Ann, e un fratello, William Jr. Hart vive a New York con la moglie e i loro due figli (nati nel 1980 e nel 1983). Hart diviene noto per aver scritto la sceneggiatura di Hook - Capitan Uncino di Steven Spielberg. nel 2005 scrive il romanzo per bambini Capt. Hook: The Adventures of a Notorious Youth, prequel che racconta le gesta del personaggio di Capitan Uncino, nemesi di Peter Pan, quando era un ragazzino.
Nella sua carriera Hart ha firmato le sceneggiature di altri film di successo, come Dracula di Bram Stoker, Contact, Tomb Raider: La culla della vita, La musica nel cuore e molti altri.

## Filmografia

### Sceneggiatore
- Hook - Capitan Uncino (Hook) (1991)
- Dracula di Bram Stoker (Dracula) (1992)
- I Muppet nell'isola del tesoro (Muppet Treasure Island) (1996)
- Contact (1997)
- Giacomino e il fagiolo magico (Jack and the Beanstalk: The Real Story) (2001)
- Tuck Everlasting - Vivere per sempre (Tuck Everlasting) (2002)
- Tomb Raider: La culla della vita (Lara Croft Tomb Raider: The Cradle of Life) (2003)
- Sahara (2005)
- Mimzy - Il segreto dell'universo (The Last Mimzy) (2007)
- La musica nel cuore (August Rush) (2007)
- Epic - Il mondo segreto (Epic), regia di Chris Wedge (2013)

### Produttore
- Doppio colpo (The Ransom), regia di Richard Compton (1977)
- Hook - Capitan Uncino (Hook) (1991)
- Dracula di Bram Stoker (Dracula) (1992)
- Frankenstein di Mary Shelley (Frankenstein) (1994)
- Jack e il fagiolo magico (Jack and the Beanstalk: The Real Story) (2001)
- Epic - Il mondo segreto (Epic), regia di Chris Wedge (2013)